# Гідеон Сундбек
Гідео́н Су́ндбек (нім. Gideon Sundbäck, англ. Gideon Sundback; 24 квітня 1880, Одестугу, Смоланд, Швеція — 21 червня 1954, Мідвілль, Пенсільванія) — шведсько-американський інженер та винахідник, відомий своїм винаходом застібки-блискавки.

## Біографія
Отто Фредрік Гідеон Сундбек вивчав машинобудування в політехнічній школі у Бінгені-на-Райні, Німеччина. 1903 року витримав екзамен інженера. У 1905 році емігрував до Сполучених Штатів.
У 1909 році він одружився з Ельвірою Аронсон, дочкою вихідця зі Швеції та фабриканта Пітера Аронсона (англ. Peter Aronsson). Аронсон був партнером Віткомба Джадсона (англ. Whitcomb Judson), який у 1893 році запантентував варіант застібки-блискавки для черевиків, що складалася із двох рядів ідентичних гачків та вічок. Застібка, однак, не мала комерційного успіху. Тому згодом до роботи над удосконаленням застібки залучили і Сундбека.
У 1913 році Сундбеку вдалося удосконалити застібку Джадсона, позбавивши її гачків та збільшивши кількість скріплювальних елементів на одиницю довжини. Цей варіант застібки мав два ряди зубчиків, що чіплялися один за одного. 1914 року Сундбек винайшов інший варіант «застібки без гачків», у якій зубчики мали заглиблення знизу та невеличкий конічний виступ зверху. Цей винахід було запатентовано у 1917 році. Від 1918 року застібки почали використовуватися на костюмах пілотів Військово-морських сил США, а до 1930 року блискавка знайшла повсюдне застосування у текстильній промисловості.

## Патент 1917 року
Американський патент № 1219881 (подано 1914 року, видано 1917 року):

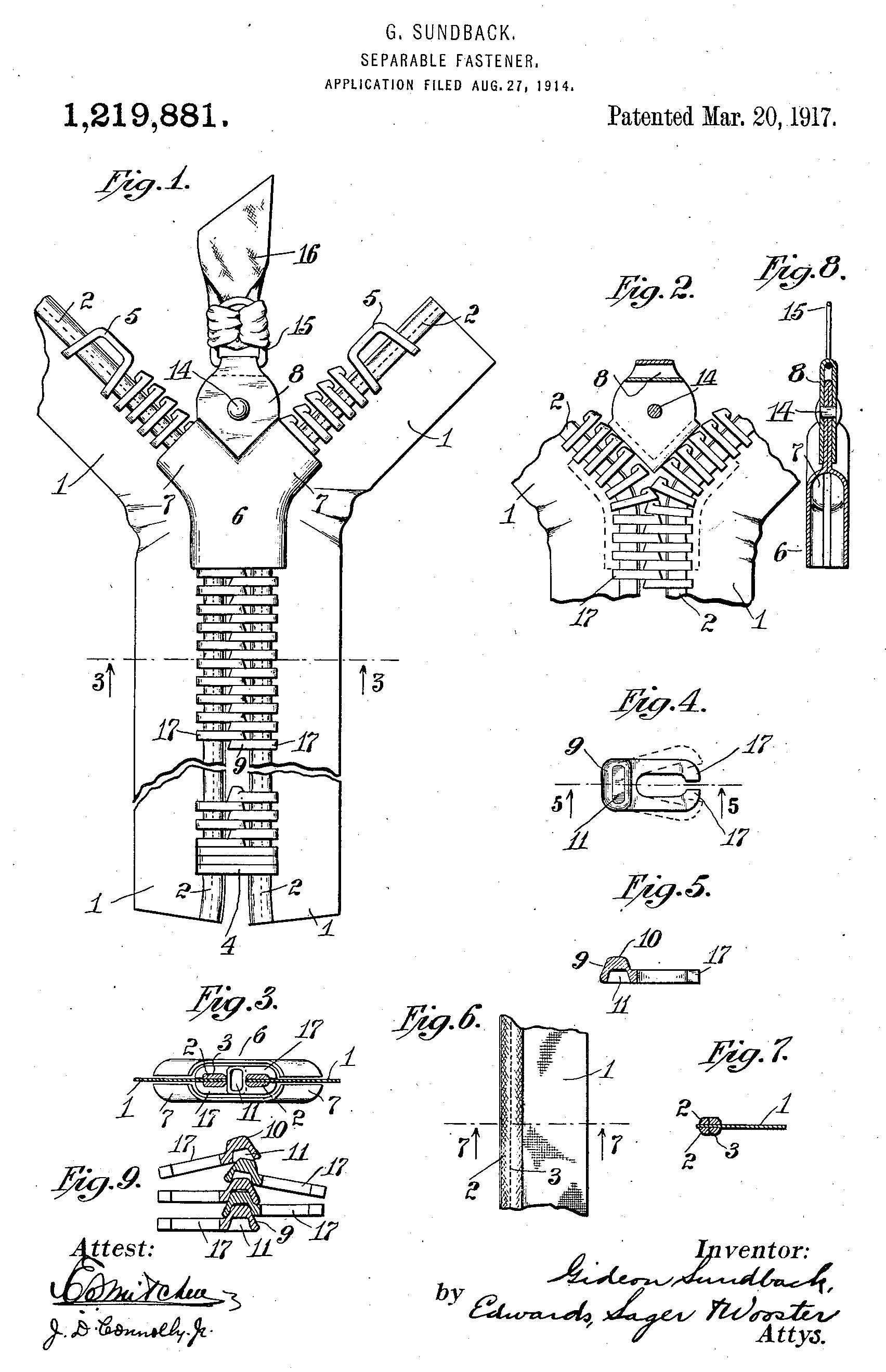
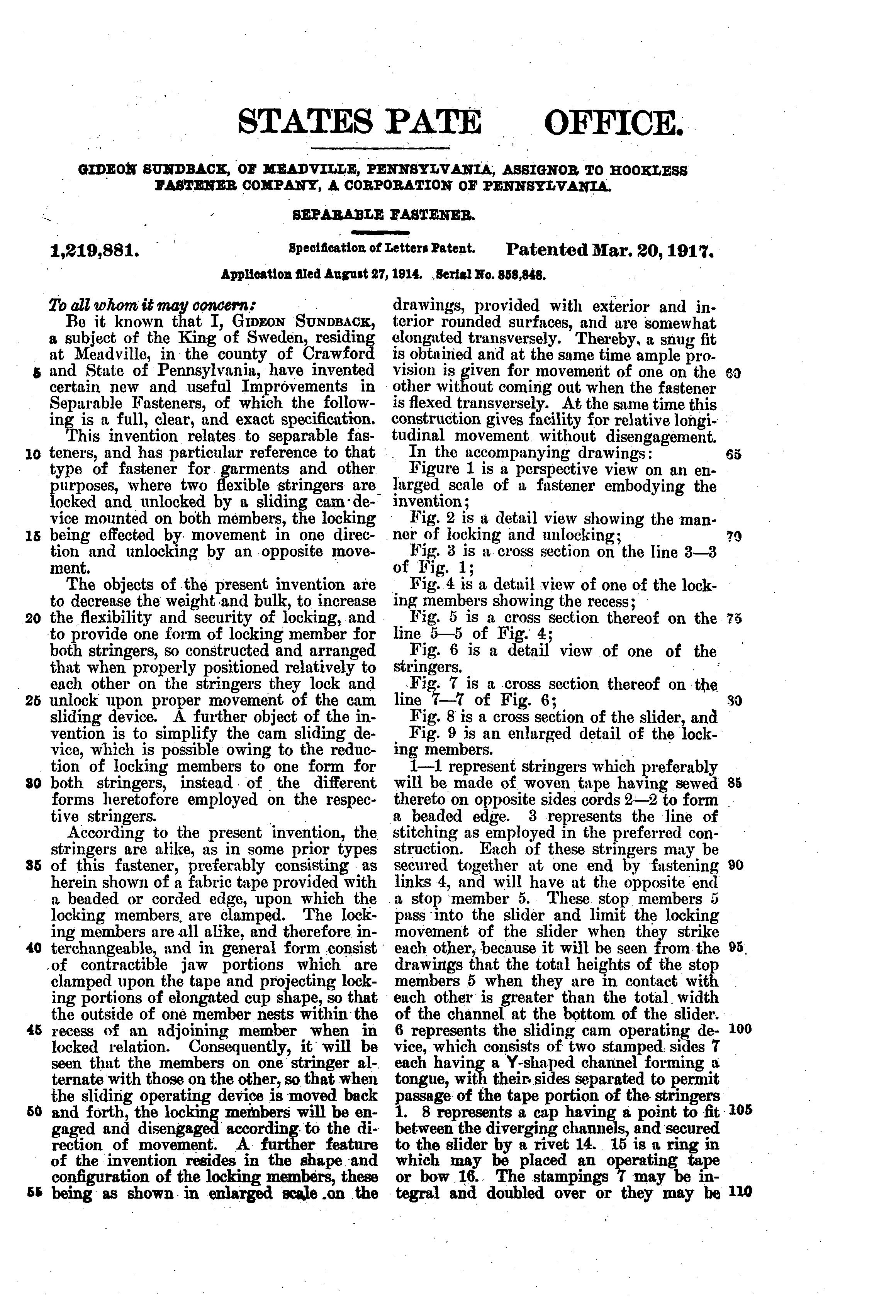
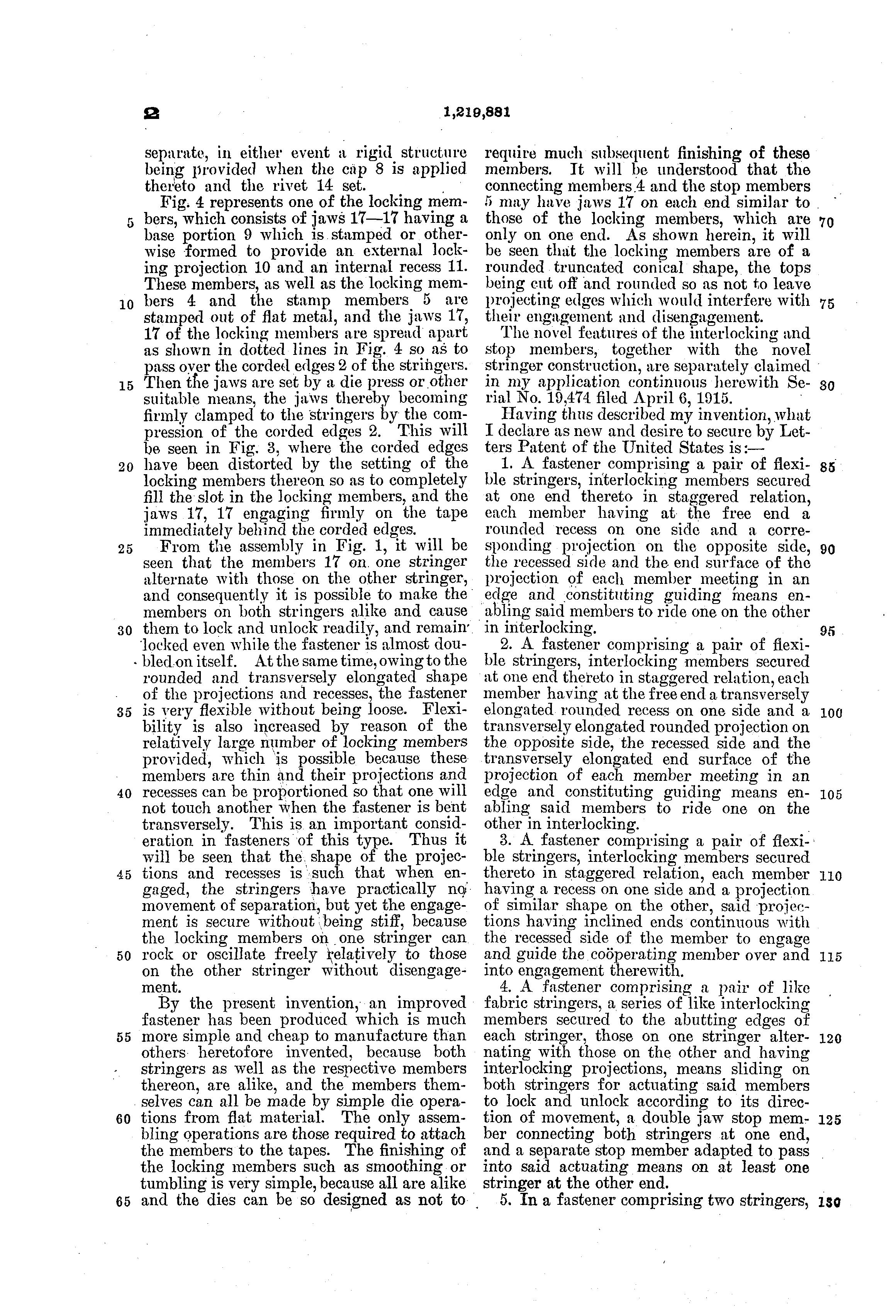
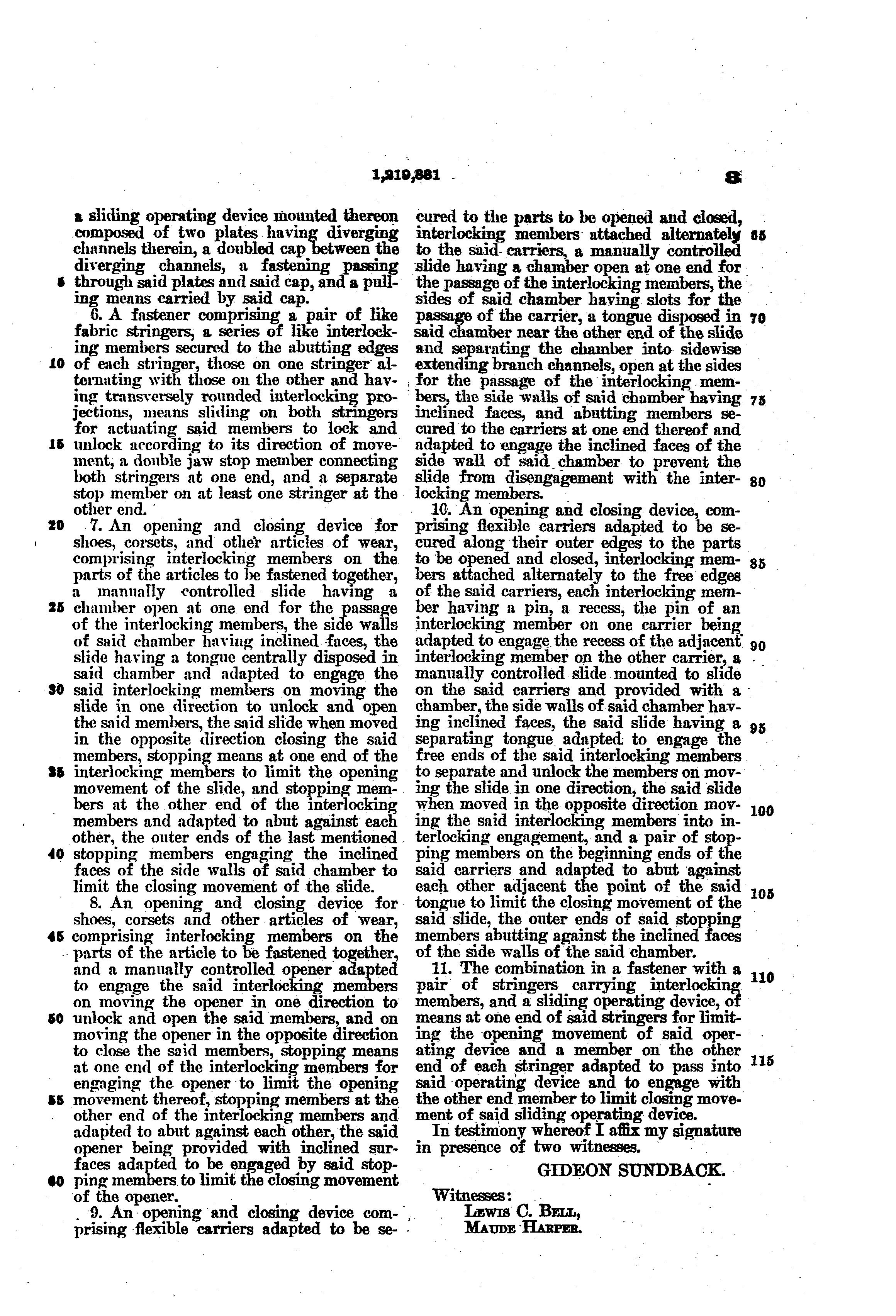
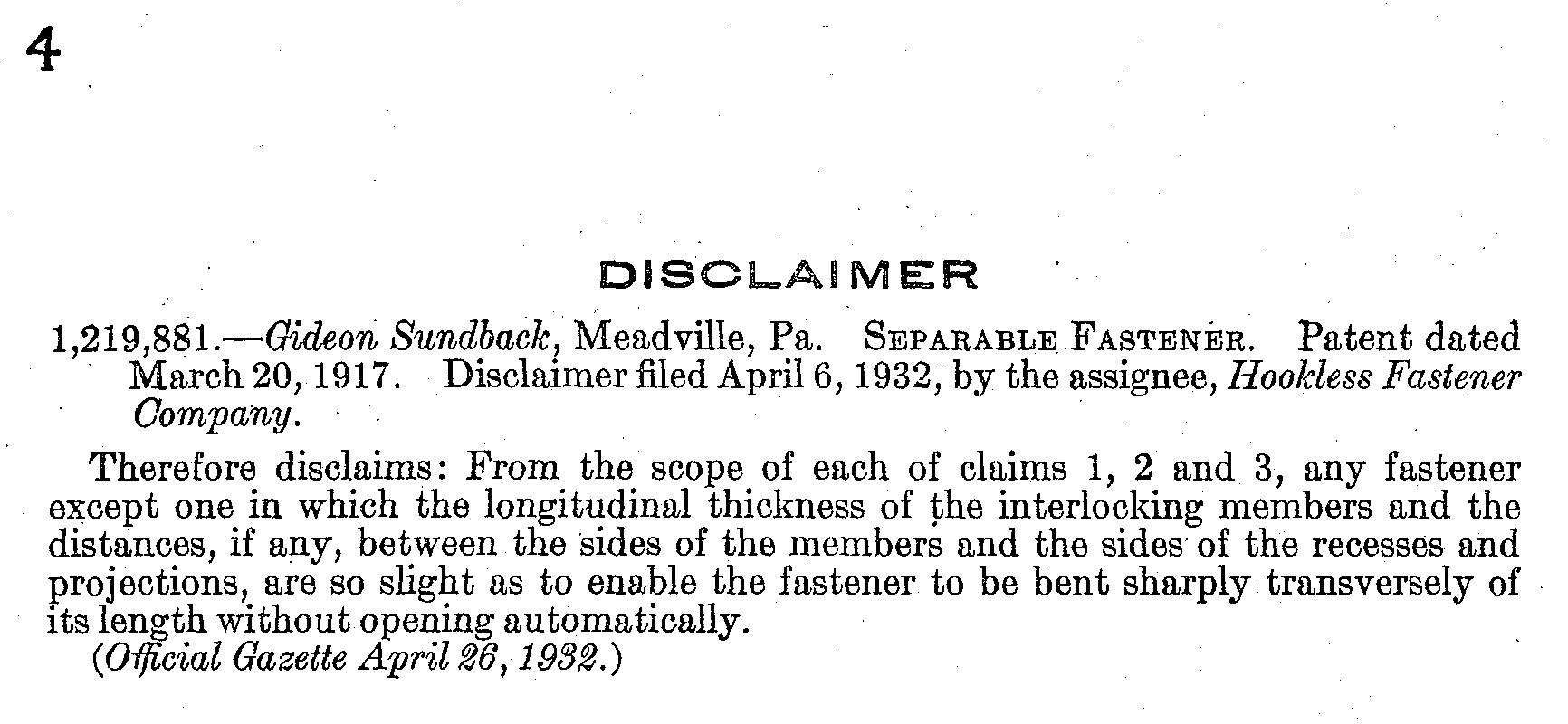